# 水野忠増
水野 忠増（みずの ただます、寛永2年（1625年） - 元禄7年7月6日（1694年8月26日））は江戸時代の旗本。
信濃国松本藩初代藩主水野忠清の四男。母は側室。2代藩主水野忠職の弟。妻は土屋利直の娘。幼名は長吉、通称は権兵衛。官位は従五位下周防守。
寛永18年（1641年）徳川家綱附きの小姓となる。慶安3年（1650年）には西の丸の徒頭に転任し廩米500俵を与えられ、儀式の際に布衣（無紋の狩衣）の着用を許される。明暦3年（1657年）小姓組番頭となり従五位下に任官し周防守を名乗る。万治2年（1659年）に兄の忠職から俵米5,000石を分知され（幕府の廩米は収公）、寛文4年（1664年）同国筑摩郡2200石（5ヶ村）・安曇郡2800石（6ヶ村）に替地となる。寛文元年（1661年）に書院番頭、寛文4年（1664年）に大番頭となるが、寛文11年（1671年）9月、黒書院への出御がたびたび遅れる件について改善を促されたが聞かず、発言も不遜であるとして大番頭を解任させられ、閉門となった。寛文12年（1672年）12月、赦免されて寄合に列する。延宝6年（1678年）、大番頭に復帰。天和2年（1682年）には幕府から丹波国氷上郡2000石を加増され、知行が7000石となる。元禄5年（1692年）には奥詰に任ぜられる。元禄7年（1694年）に江戸で没し、小石川伝通院に葬られる。長男の水野忠位が家督を相続する。